# Полонка (село)
Поло́нка — село в Україні, у Луцькому районі Волинської області. Входить до складу Боратинської сільської громади. Населення становить 1125 осіб.

## Населення
Згідно з переписом УРСР 1989 року чисельність наявного населення села становила 1061 особа, з яких 509 чоловіків та 552 жінки.
За переписом населення України 2001 року в селі мешкало 1114 осіб.

### Мова
Розподіл населення за рідною мовою за даними перепису 2001 року:
| Мова       | Відсоток |
| ---------- | -------- |
| українська | 98,93 %  |
| російська  | 0,89 %   |
| білоруська | 0,09 %   |

## Відомі люди
- Затовканюк Сильвестр-(«Пташка») — командир ВО «Заграва» в УПА.
- Затовканюк Микола (1919—2001) — чеський мовознавець, славіст, україніст, русист, доктор філософії, кандидат філологічних наук.

## Пам'ятки археології

Загальний вигляд пам'ятки у с. Полонка перед дослідженнями 2008 року

На території села відомі наступні пам'ятки археології:
- На південь від села, за 0,5 км на схід від шосейної дороги Луцьк–Львів, на лівому березі Чорногузки — двошарове поселення культур лінійно-стрічкової кераміки і кулястих амфор.

- За 0,3 км на південний захід від села, в урочищі Кут, на мисі лівого берега Чорногузки — багатошарове поселення доби пізнього палеоліту, культур лінійно-стрічкової кераміки неолітичного періоду, кулястих амфор мідної доби, городоцько-здовбицької епохи бронзи, лежницької групи ранньогозалізного часу та давньоруського періоду площею 0,6 га. Поселення відкрите в 1979 р. Г. Охріменком.
- На південно-східній околиці села, на мисі лівого берега Чорногузки — багатошарове поселення культур лінійно-стрічкової кераміки, волино-люблінської, тшинецько-комарівської, лежницької групи ранньозалізного часу і давньоруського періоду ХІ–ХІІІ ст. площею близько 1 га.
- За 0,5 км на південний захід від села, на мисі лівого берега Чорногузки — багатошарове поселення волино-люблінської, стжижовської культур і давньоруського періоду ХІ–ХІІІ ст. Відкрите розвідкою Г. Охріменка у 1976 р.
- На південно-східній околиці села, на мисі лівого берега р. Чорногузка — багатошарове поселення культури лінійно-стрічкової кераміки, волино-люблінської, тшинецько-комарівської, лежницької групи ранньозалізної доби і давньоруського часу ХІІІ–XIV ст. У 2008—2009 році рятівні розкопки тут проводила експедиція Волинської ОАСУ під керівництвом Златогорського О. Є. та В. Г. Баюка. Досліджено чотири господарські ями та споруду тшинецько-комарівської культури.

## Історія
12 червня 2020 року, відповідно до розпорядження Кабінету Міністрів України № 708-р «Про визначення адміністративних центрів та затвердження територій територіальних громад Волинської області», село увійшло у склад Боратинської сільської громади.

19 липня 2020 року, в результаті адміністративно-територіальної реформи та ліквідації  Луцького району(1940—2020), село увійшло до складу новоутвореного Луцького району.

Господарська яма тшинецько-комарівської культури на багатошаровому поселенні у с. Полонка. Дослідження 2008 року